# Fernando Castro Pacheco
Fernando Castro Pacheco (26 de enero de 1918 - 8 de agosto de 2013) fue un pintor, muralista, escultor, grabador, ilustrador, mexicano, nacido en Mérida, Yucatán. Además de ser conocido por sus murales, que evocan el espíritu y la historia del pueblo mexicano, particularmente del yucateco, con formas artísticas tradicionales y de gran sentido estético, Fernando Castro Pacheco tiene también obras de caballete y de escultura y ha ilustrado numerosos libros. Hay en su creación un singular uso del color y de la forma que va de lo figurativo a lo abstracto. Fue un artista con arraigo local y al mismo tiempo conocido y apreciado internacionalmente.

## Formación artística
Inició sus estudios en la Escuela de Pintura y Artes Plásticas en su ciudad natal, a la edad de quince años,en la que tuvo como maestros a Modesto Cayetano y a Ignacio Rubio Milán. Esta escuela, por muchos años, fue dirigida por el escultor Alfonso Cardone.
Su obra tiene un singular estilo estético logrado por el color, la línea y la forma, con características que permean toda su obra. Es un "trabajador de la pintura" (en sus propias palabras) con arraigo local y al mismo tiempo es conocido y apreciado internacionalmente.
Fue cofundador y director de la Escuela Libre de Artes Plásticas de Yucatán en 1941. También se desempeñó ahí como instructor. Esta escuela, como muchas de su época, trasladó al salón de clases y el estudio de arte al aire libre, lo que permitió al artista captar con mayor libertad la belleza, el color y el realismo de la naturaleza. Bajo esta influencia realizó Castro Pacheco sus primeras litografías de gran formato y de entonces surge su primera muestra de pintura y dibujos en la Galería de la Universidad de Yucatán. En esta misma escuela inició estudios de música. En este tiempo realizó sus primeros grabados en
linóleo, madera y litografía.
Fue en esta época que Castro Pacheco comenzó a trabajar en varios murales de la ciudad de Mérida. Entre 1941 y 1942 terminó varios murales en jardines infantiles (jardines de niños) o de juegos, así como en varios edificios de la escuela rural, como la Escuela Campesina de Tecoh. Usó como tema recurrente en esa época la producción de henequén que tanta influencia ejercía en su medio en aquel entonces. También concluyó murales al fresco con temas culturales y del deporte como en la Biblioteca de la Unión de Camioneros de Yucatán en Mérida.

## Estancia en la Ciudad de México
En 1943 Castro Pacheco partió a la Ciudad de México donde su arte se transformó y maduró. Ahí se vinculó al Taller de la Gráfica Popular que se había integrado en 1937 a partir de la Liga de Escritores y Artesanos Revolucionarios. El Taller estuvo asociado con movimientos políticos populares de la época. Fue entonces cuando el pintor atrajo la atención hacia su arte que fue presentado en una primera exhibición de dibujos y grabados. Comenzó a destacar dentro del grupo denominado Escuela Realista Mexicana en el que también estaban Leopoldo Méndez, Alfredo Zalce, y Raúl Anguiano. En esa época obtuvo un segundo premio y mención honorífica en un concurso de grabados sobre la Revolución mexicana convocado en 1947 por el gobierno de la Ciudad de México. Tuvo el apoyo y el estímulo de los pintores: Víctor M. Reyes, Roberto Montenegro, Julio Castellanos, Carlos Alvarado Lang, Alfredo Zalee, de Celestino Gorostiza (director del Instituto Nacional de Bellas Artes), Eduardo Méndez de la Galería Decoración y de Inés Amor de la Galería de Arte Mexicano.
En 1949, fue designado maestro en la Escuela Nacional de Bellas Artes, San Carlos, y, poco tiempo después fue designado maestro en la Escuela de Pintura y Escultura de la Secretaría de Educación Pública. Su labor como maestro no le impidió, en todos los días de cada año, seguir trabajando en la pintura, la escultura, grabado y dibujo. Fue la manera en que sus trabajos adquirieran, cada vez más, la factura que él perseguía.
En 1962, fue designado director de la escuela de pintura y escultura "La Esmeralda" de la Secretaría de Educación Pública.

## Estudios y desempeño en el extranjero
Su primera exposición en el Salón de la Plástica Mexicana la realizó en 1952. Sus trabajos atrajeron la atención y muy pronto participó en todas las exposiciones relevantes efectuadas en el país y en el extranjero promovidas por el gobierno mexicano en eventos sumamente importantes en los siguientes países: Italia, Japón, Israel, Cuba, Francia, Inglaterra, Suecia, Estados Unidos, Perú, Canadá, Suiza, Brasil, Chile y Yugoslavia.
Además presentó 28 exposiciones individuales en galerías de la Ciudad de México y 60 colectivas en el país y en el extranjero.
En 1963 viajó a España, Francia, Inglaterra, Holanda y Bélgica durante tres meses de estudio sostenido con recursos económicos propios y apoyo diplomático gestionado por el Instituto Nacional de Bellas Artes. Como director de "La Esmeralda" llevó a cabo su renovación técnica, administrativa y docente. La escuela "San Carlos" tuvo su aportación técnica y docente como consejero técnico y representante de la escuela en el Consejo Universitario. Convocó a los directores de las escuelas de danza, teatro y música para crear un subsistema desde el jardín de niños hasta la preparatoria.

## Retorno a Mérida

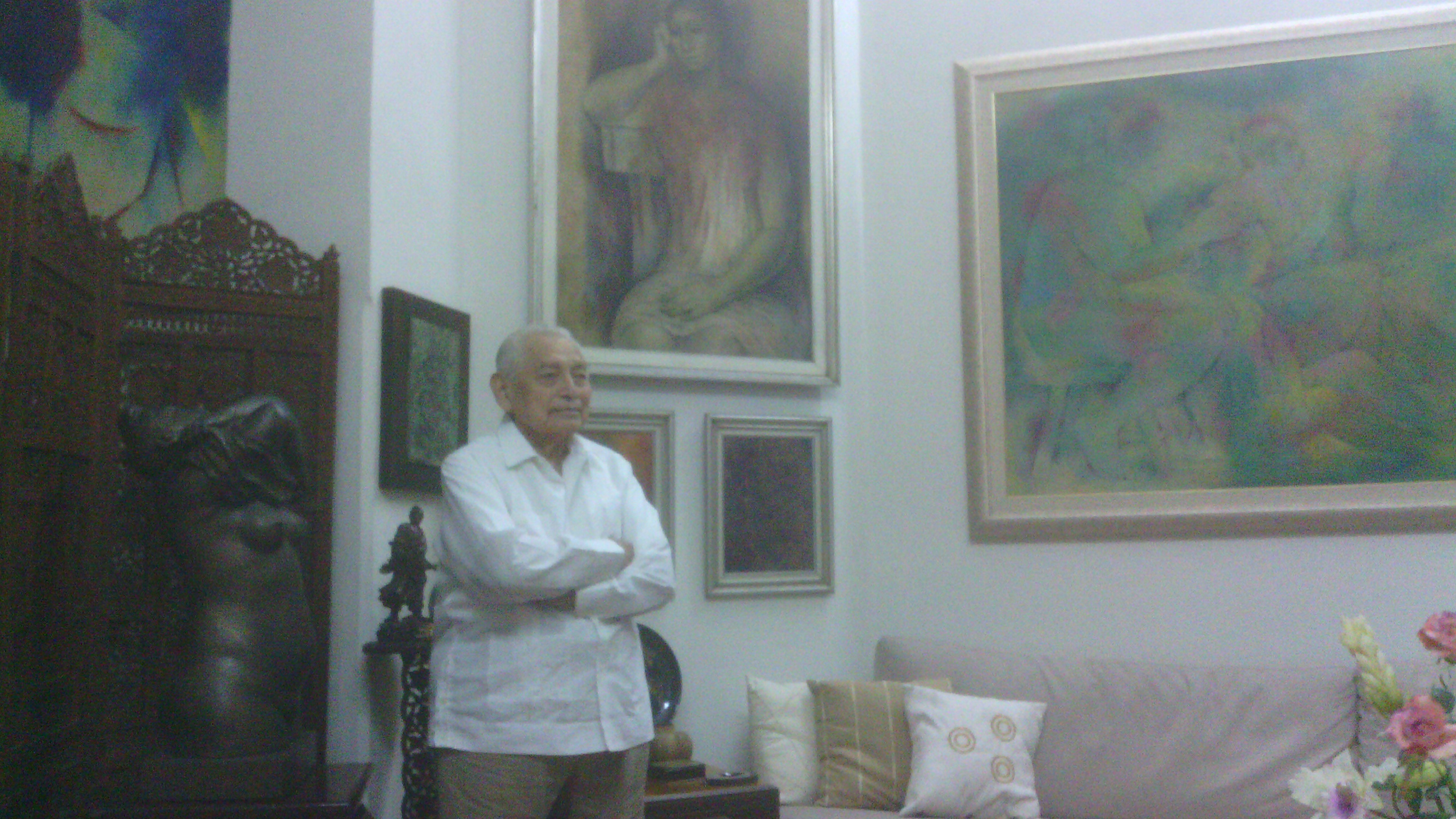
El pintor en su casa de Mérida, Yucatán, a los 95 años. Fotografía de 2013

En 1973, se retiró de la docencia y regresó, en diciembre de ese año, a vivir a su ciudad natal: Mérida, en Yucatán, donde redactó y presentó un proyecto de una escuela de estudios superiores de: teatro, danza, música y artes plásticas del cual se llevaron a cabo los trabajos preliminares.
Entre 1970 y 1977 pintó 22 murales transportables en el palacio de gobierno de Yucatán, en Mérida.
Entre 1977 - 1979 pintó 19 murales en el palacio de gobierno de Querétaro en la ciudad capital de Santiago de Querétaro.
Entre 1993 y 1994, la Universidad Autónoma de Yucatán realizó un video sobre su obra y, al año siguiente, publicó el libro Fernando Castro Pacheco - Color e imagen de Yucatán.

## Juicios críticos
A primera vista, sus páginas de la historia parecen componerse de formas planas, sin volumen; cuando
las observamos con más detenimiento, descubrimos una línea segura de contorno, con ricos valores que
construye volúmenes bien proporcionados, lo que produce un estilo único e inconfundible.
Dr. Adrián Soto

Sobre los murales del palacio de gobierno de Yucatán en Mérida:

"Estas pinturas dicen mucho sobre la cultura de Yucatán y el país de México. También son
verdaderamente universales por sus elocuentes retratos de la humanidad. Son un ejemplo notable del
poder y la inspiración inherente a las artes de México. Es un honor para Yucatán y para México que estas
pinturas extraordinarias estén presentadas públicamente a todos los visitantes de Mérida."
William F. O'Neil. Presidente del College of Art de Massachusetts.

Vale la pena hacer énfasis especial en su visión precisa de la Historia de México y en la capacidad de
enriquecer la temática del arte público con matices épicos. El Maestro Fernando Castro Pacheco, artista
que vive para la pintura, se preocupa por no hacer panfletos, sino realizar una obra universal y
perdurable. Al hablar de su vasto mundo pictórico acuden a la mente dos elementos fundamentales,
tanto en sus pinturas de caballete, como en sus realizaciones murales: El poder de la línea y la riqueza
cromática lograda a través de delicados esfumados. Larissa Pavlioukova

## Premios y reconocimientos
- En 1945, Primer Premio del INBA por sus grabados.
- En 1954, Primer lugar del Salón de la Plástica Mexicana en la Ciudad de México.
- En 1964 la Medalla Yucatán, del Gobierno del Estado.
- En 1972 la Medalla Eligio Ancona de la Universidad Autónoma de Yucatán.
- En 1993 la Universidad Autónoma de Yucatán creó un video para mostrar el trabajo y obra del pintor.
- En 1994 el Museo de Arte Contemporáneo Ateneo de Yucatán  en Mérida da el nombre del pintor a una de sus galerías.
- En 2009 La medalla Lince de Oro de la Universidad del Valle de México.
- En 2012 La Medalla Cultura Yucatán.
- Colecciones permanentes de su obra son mostradas en la Galería de Arte Mexicano en la Ciudad de México y en el Museo de Arte Contemporáneo de Yucatán en Mérida.

## Galería

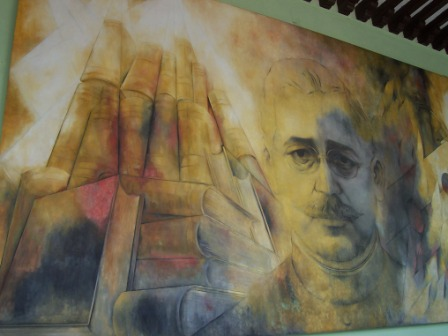
Imagen de Salvador Alvarado. Palacio de Gobierno Mérida Yucatán
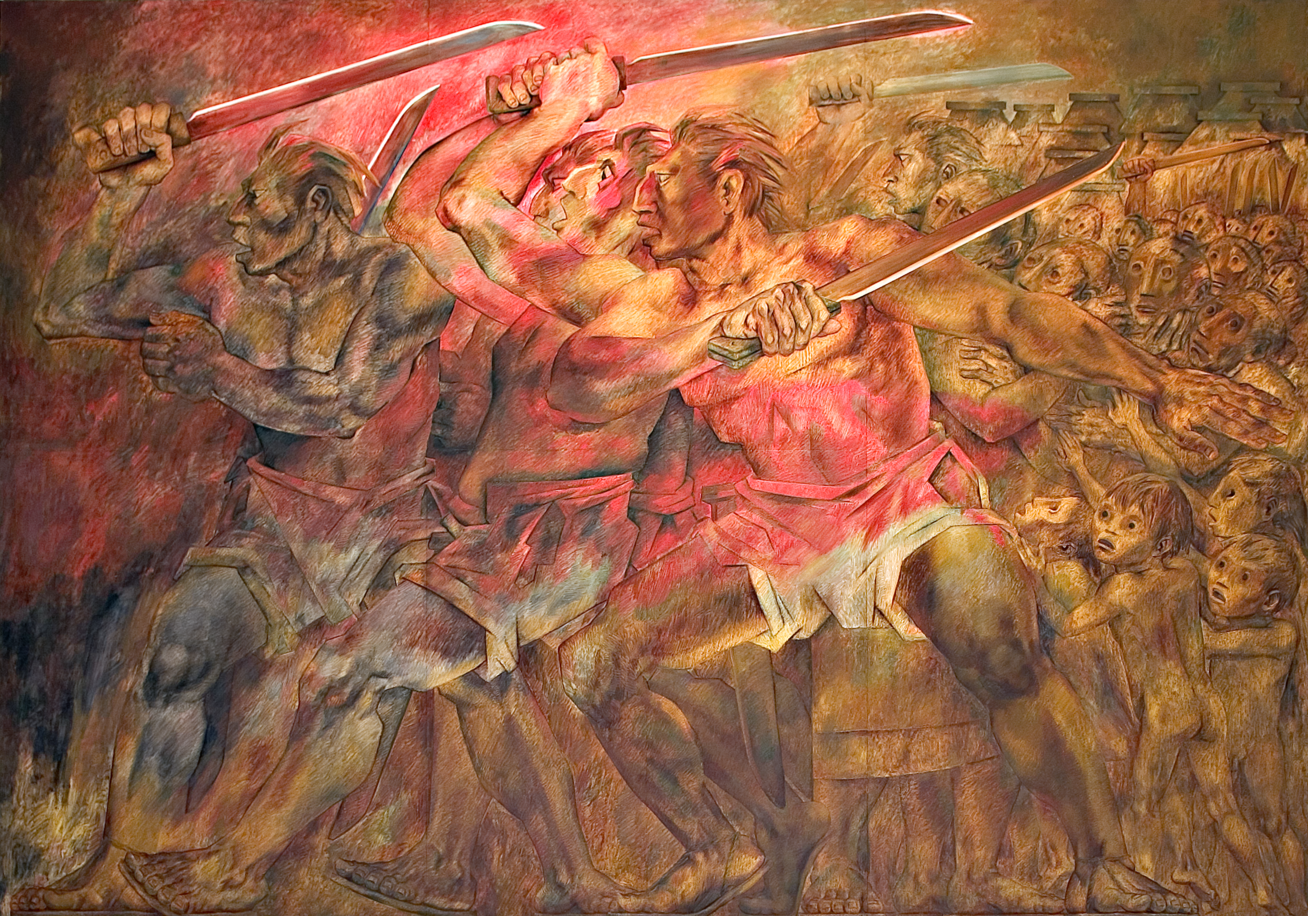
Guerra de Castas. Palacio de Gobierno Mérida Yucatán
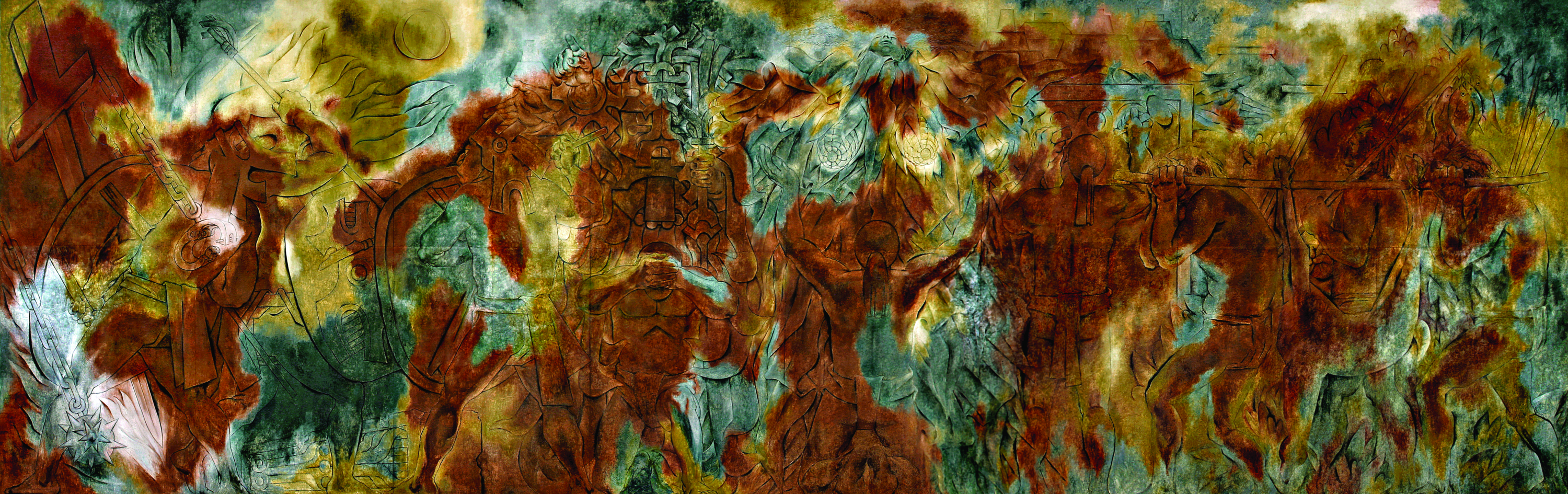
Mural 1. Palacio de Gobierno Mérida Yucatán
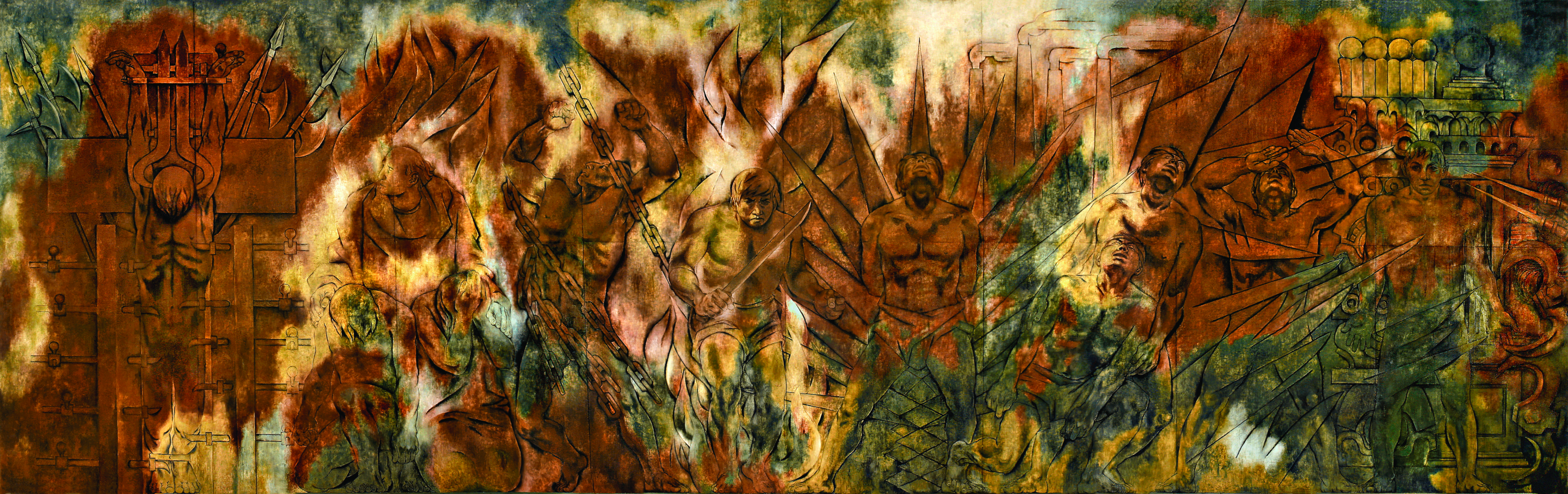
Mural 2. Palacio de Gobierno Mérida Yucatán
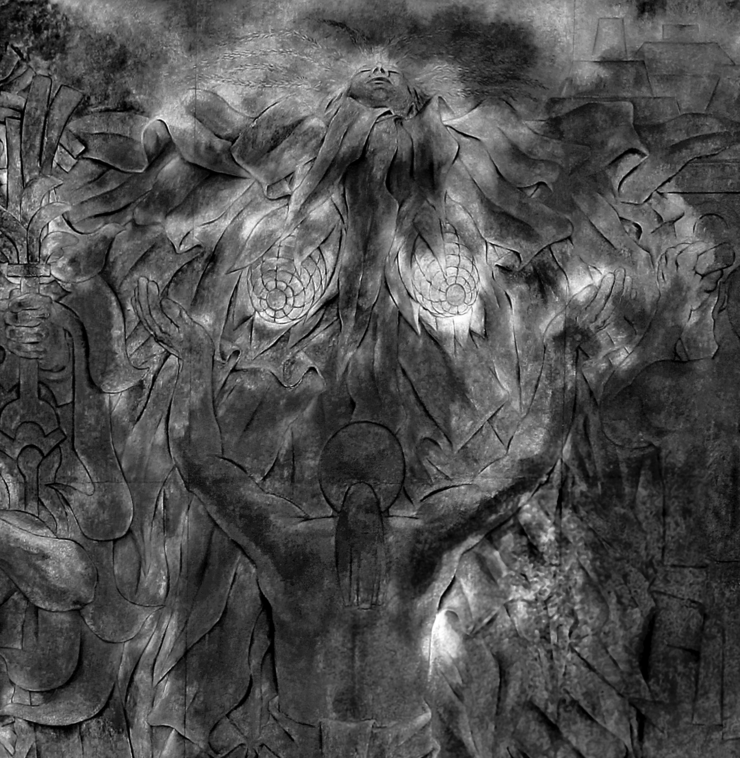
El maíz, Popol-vuh (Mérida)
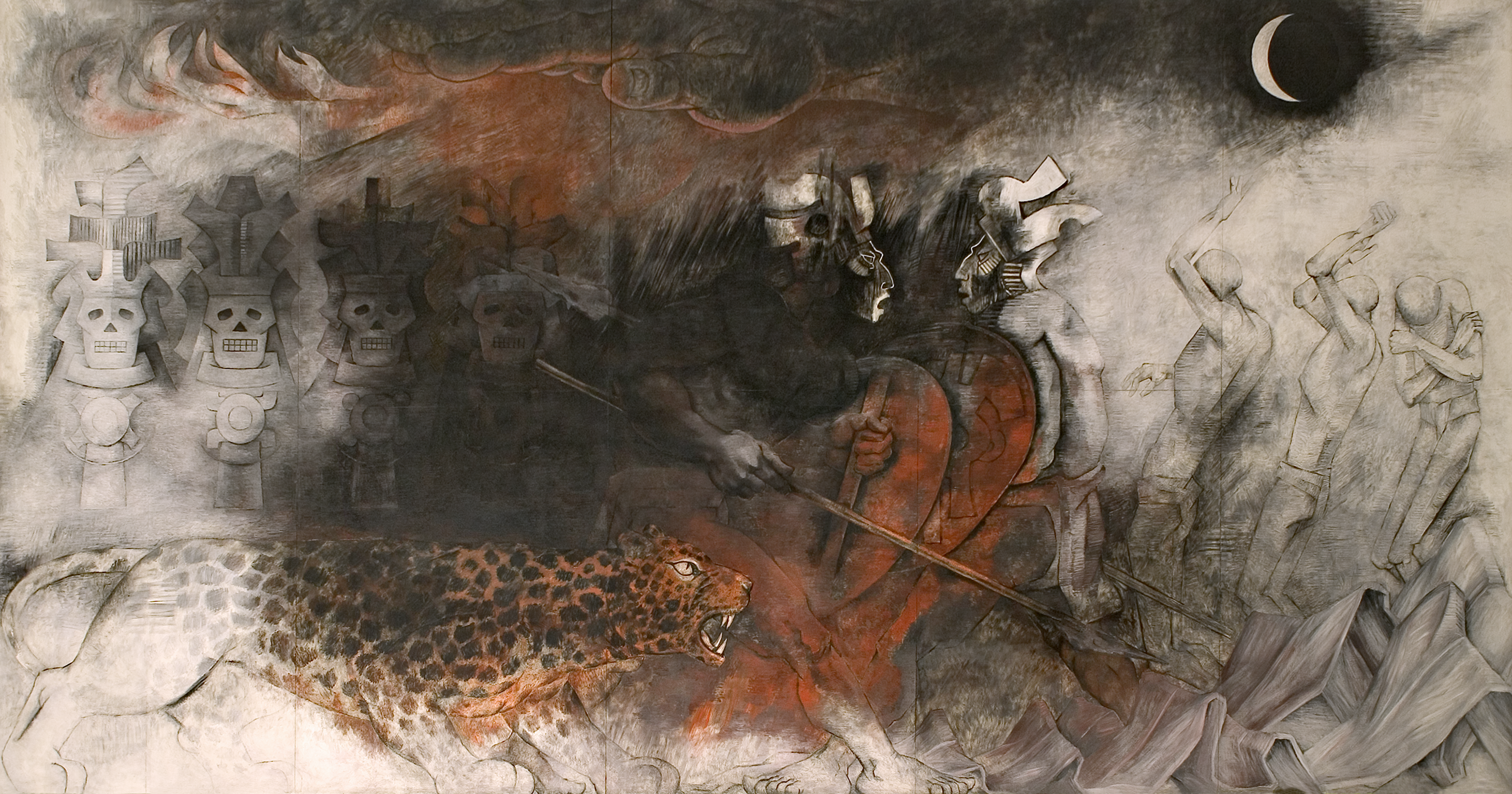
Poniente, Popol-vuh (Mérida)
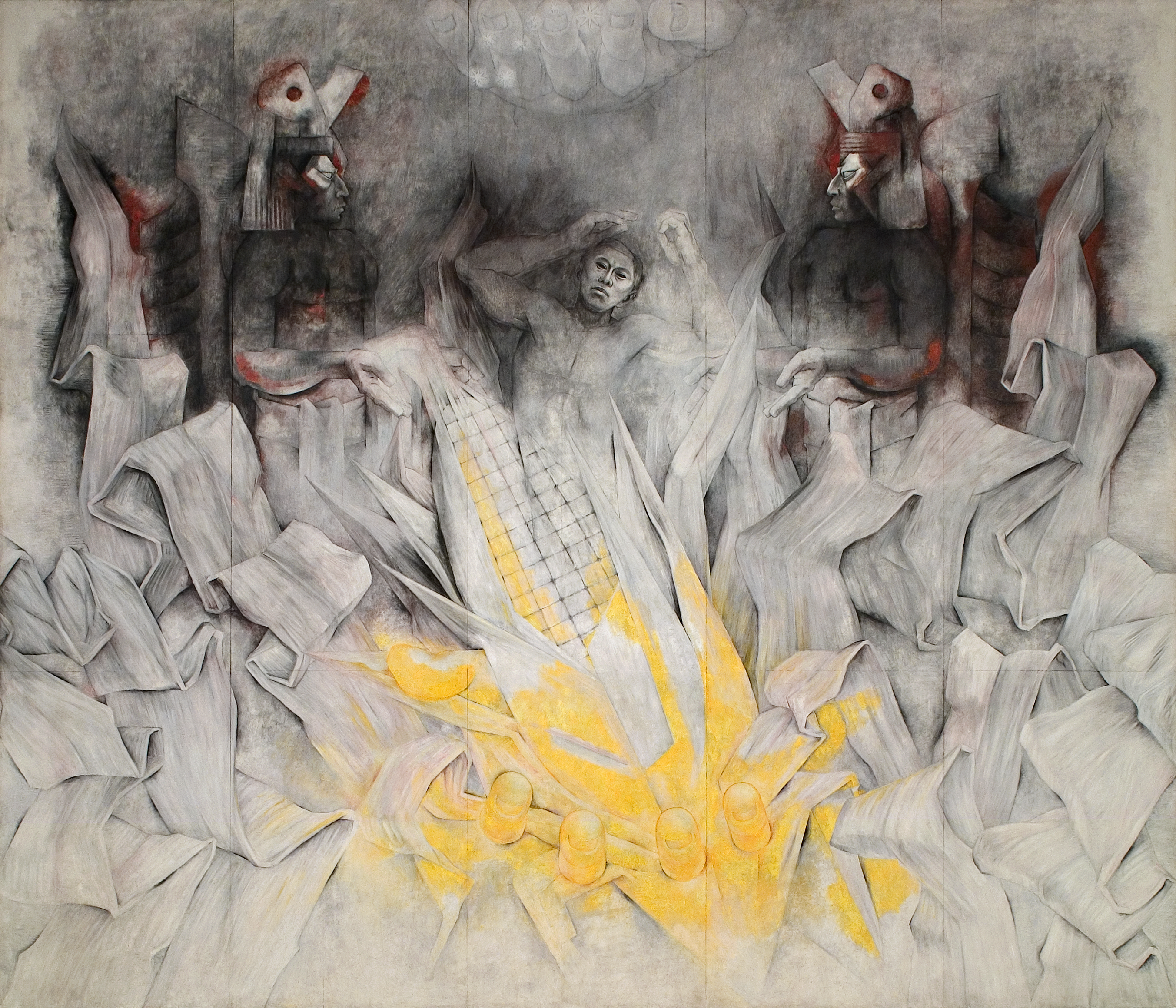
Norte, Sur y Centro, Popol-vuh (Mérida)
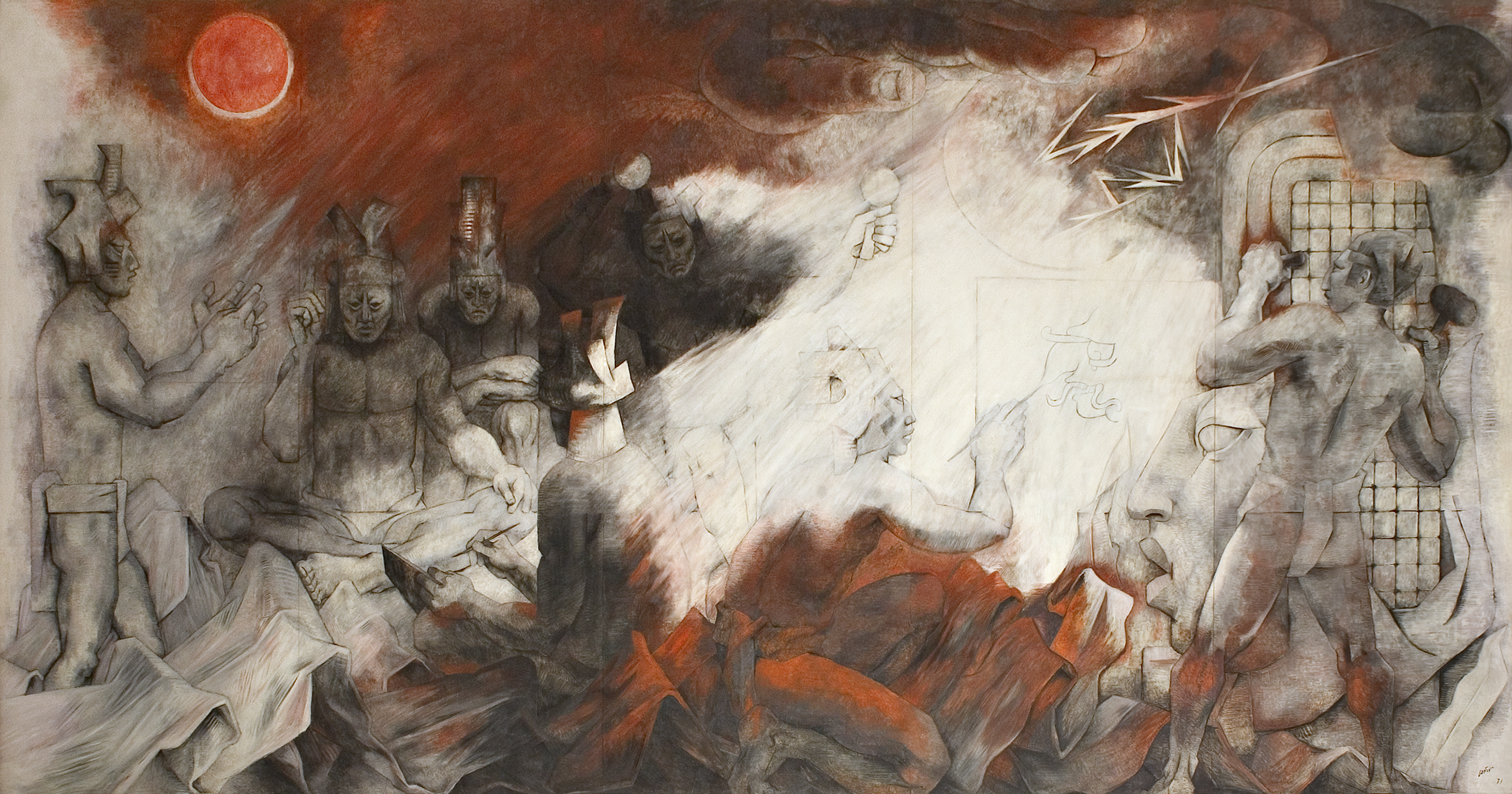
Popol Vuh, Oriente (Mérida)
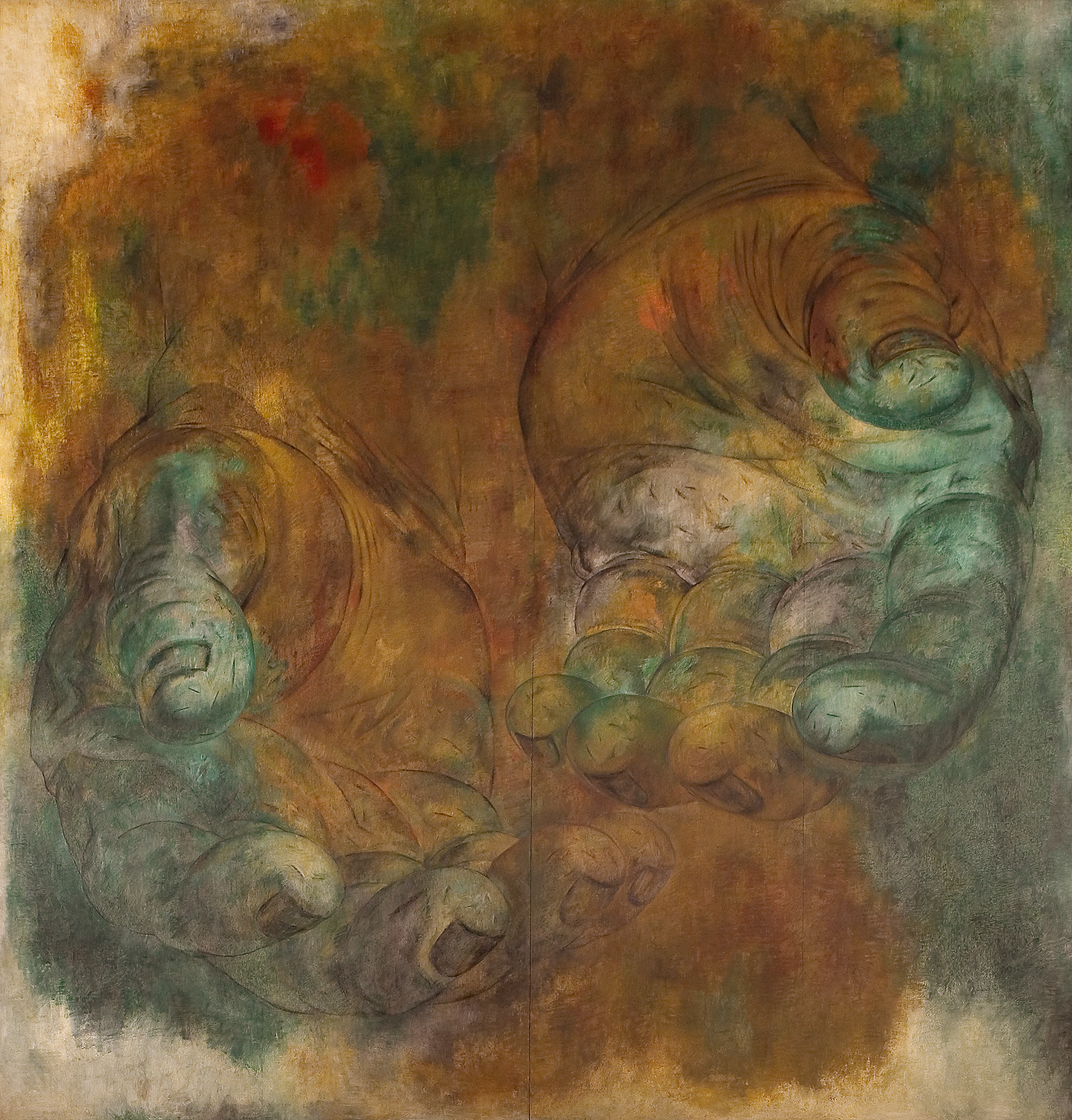
Las Manos del Cortador (Mérida)
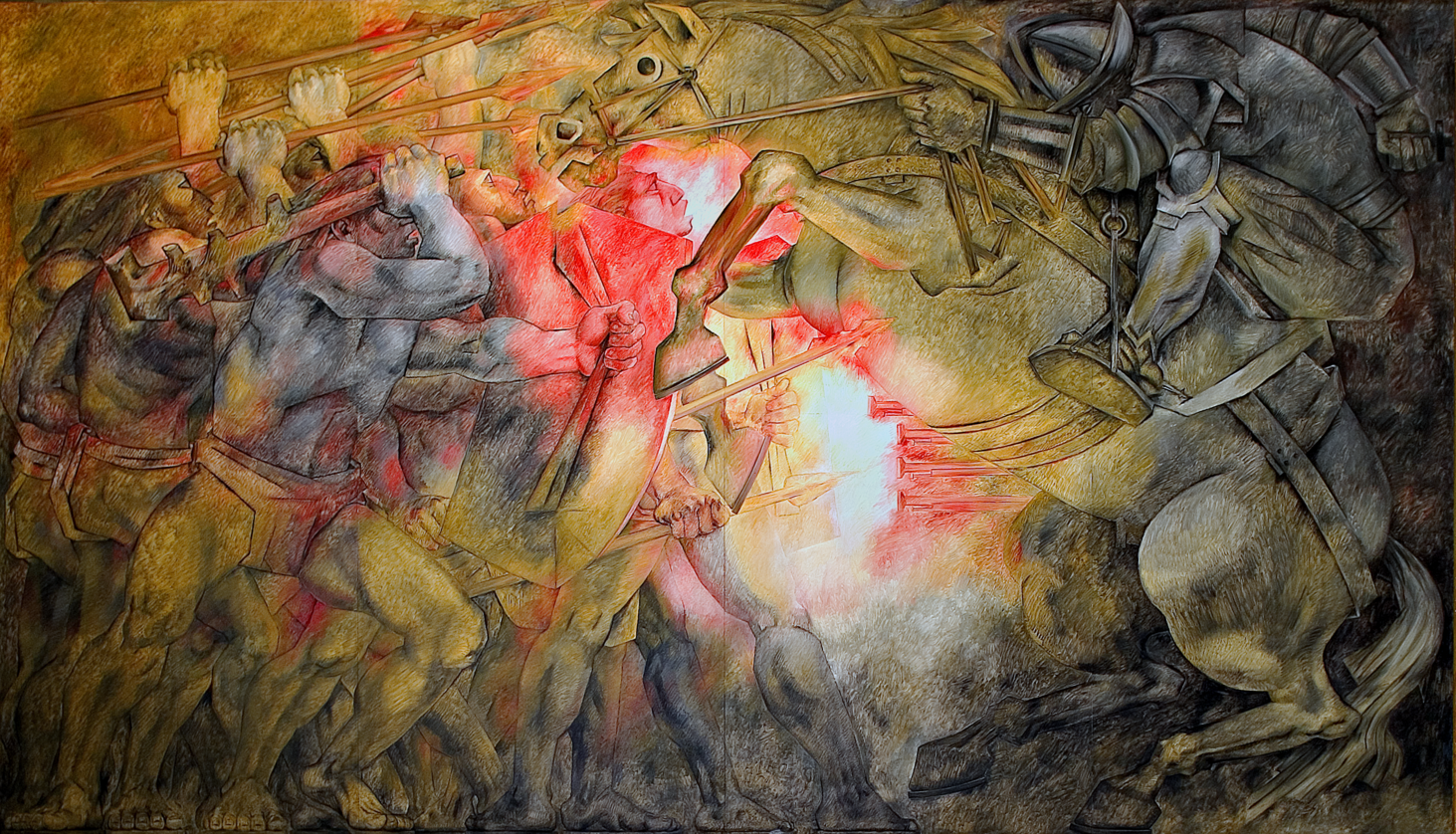
La conquista (Mérida)
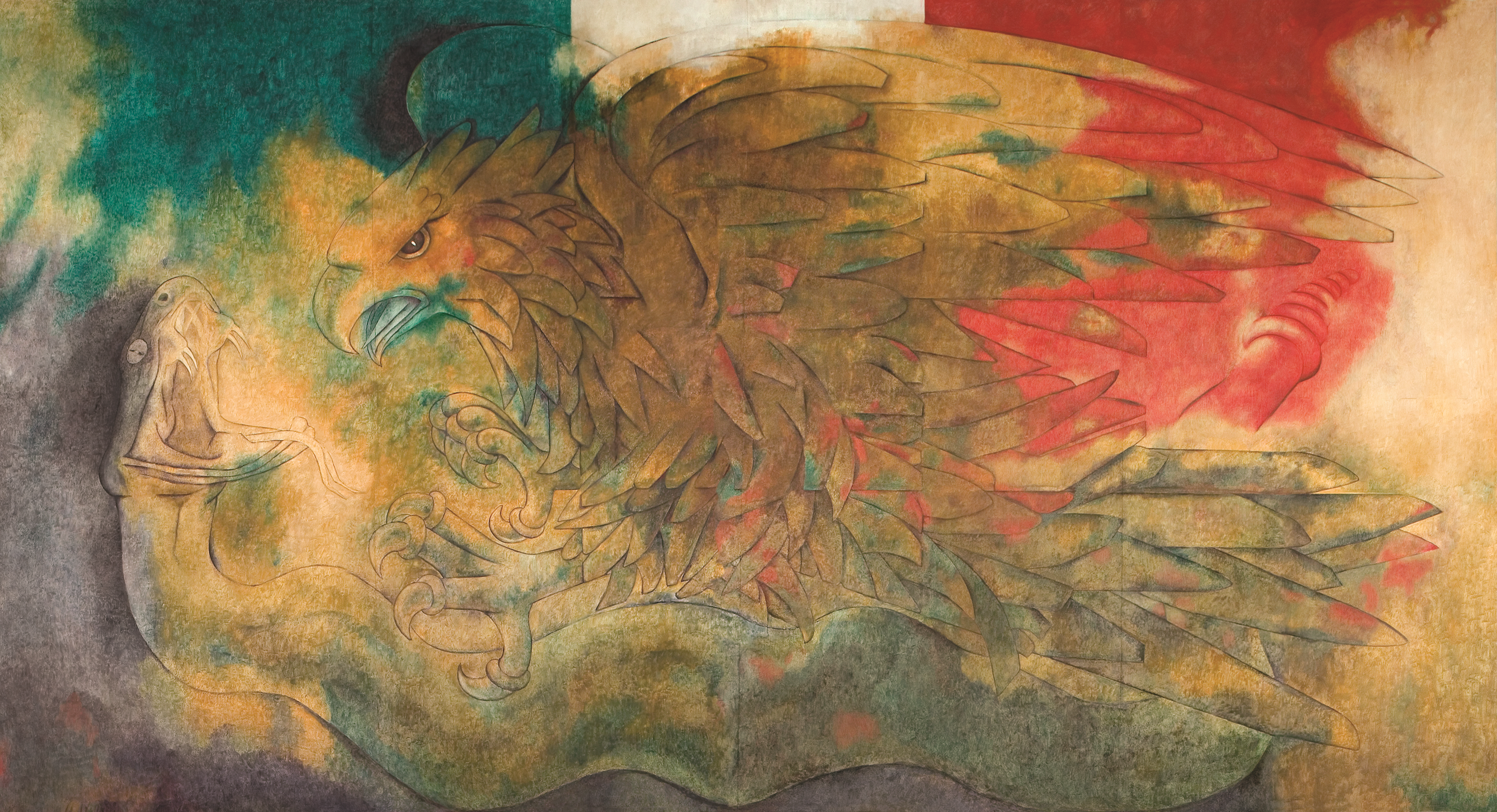
La Lucha Eterna de México (Mérida)
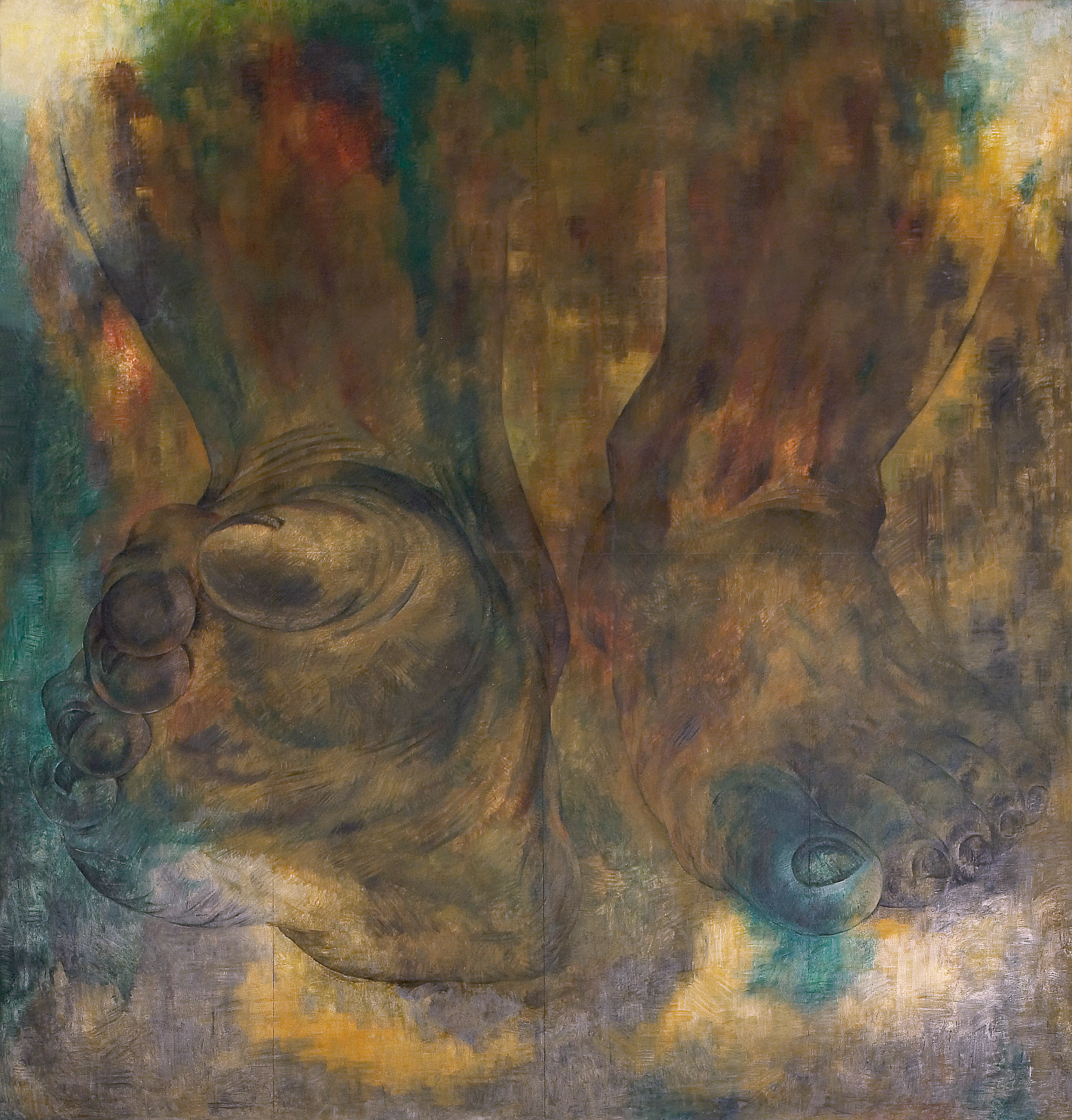
El Hombre en Marcha (Mérida)
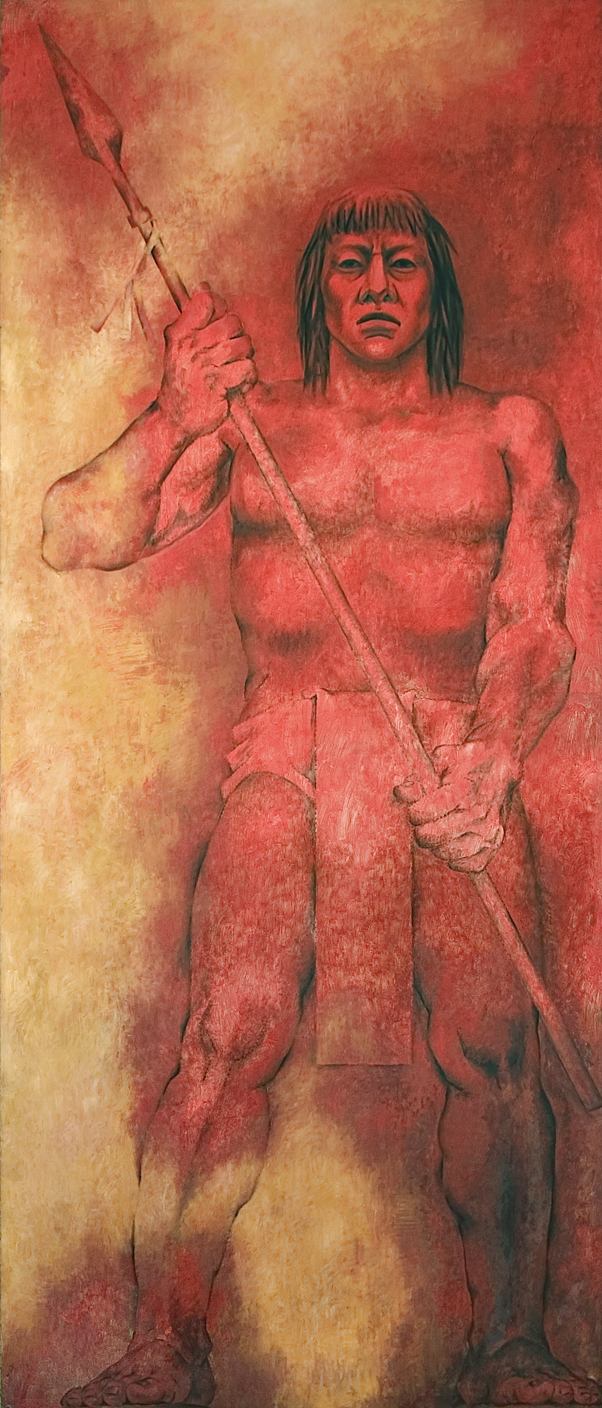
Nachi Cocom (Mérida)
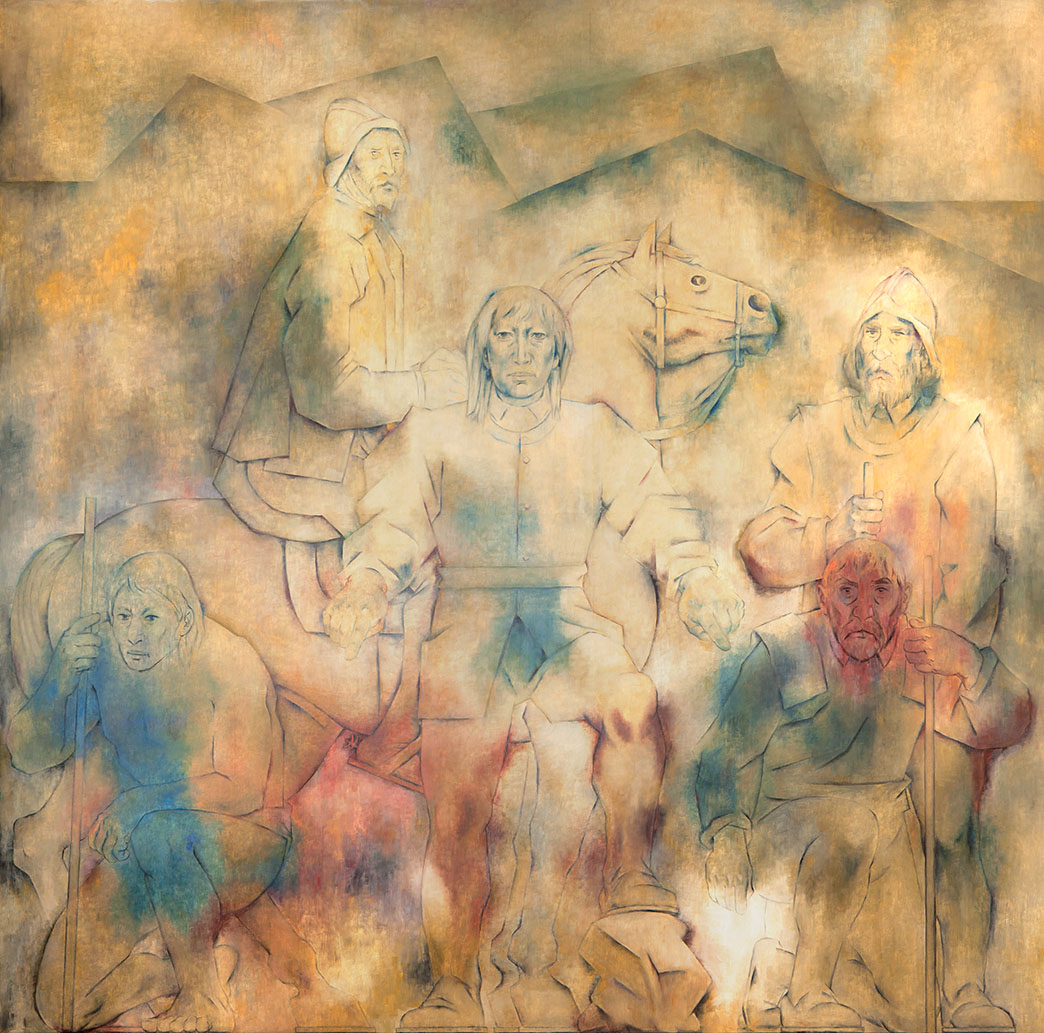
Traza de la Ciudad (Querétaro)
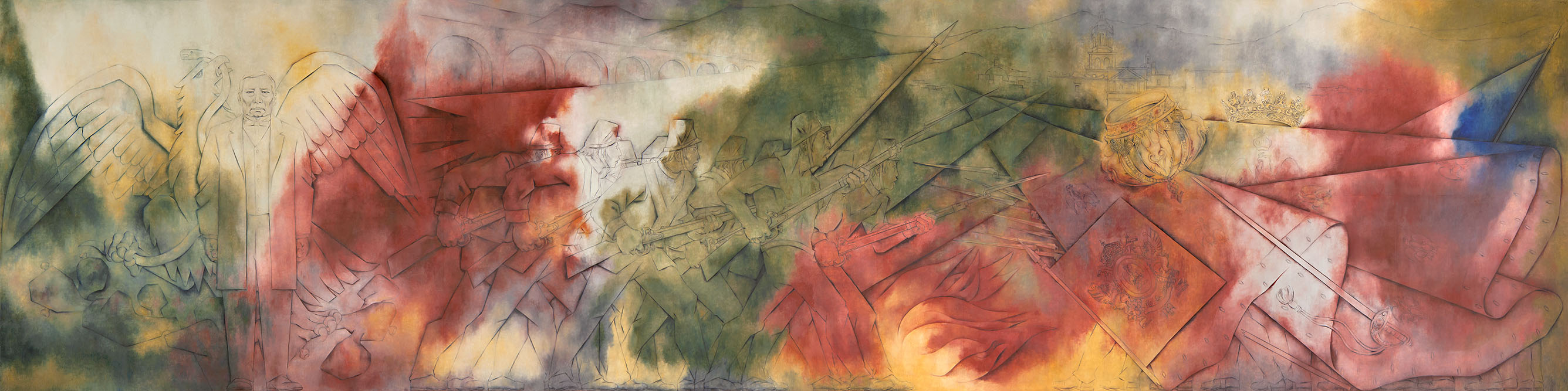
Triunfo de la República (Querétaro)
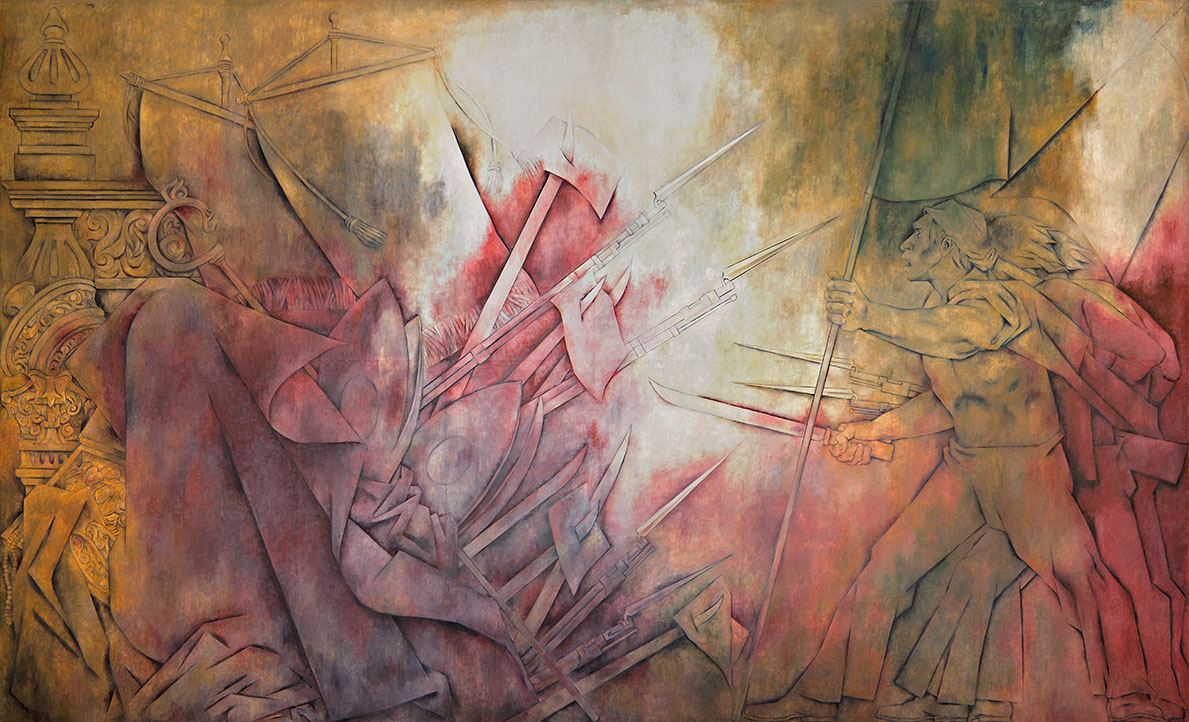
Guerra de Reforma (Querétaro)
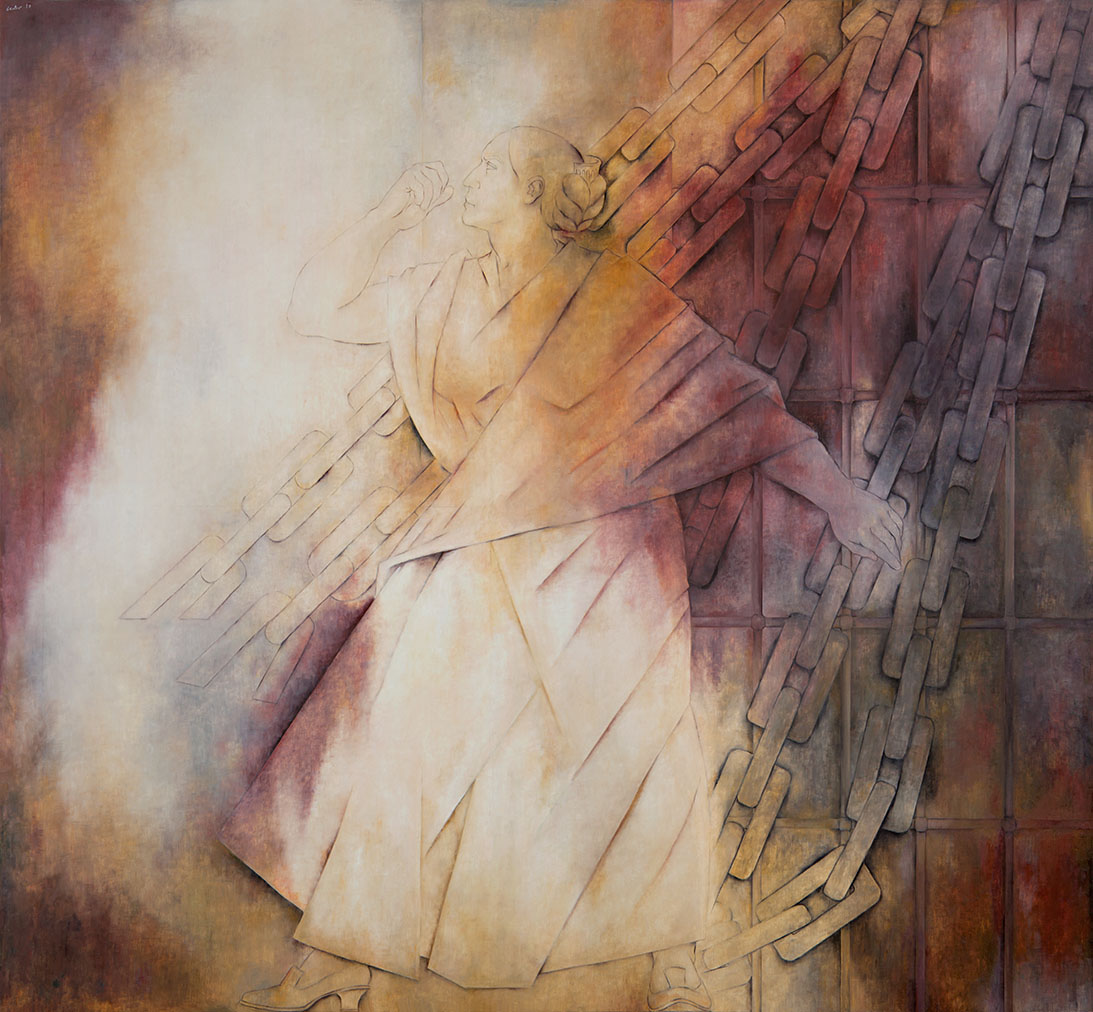
Corregidora de Querétaro (Querétaro)
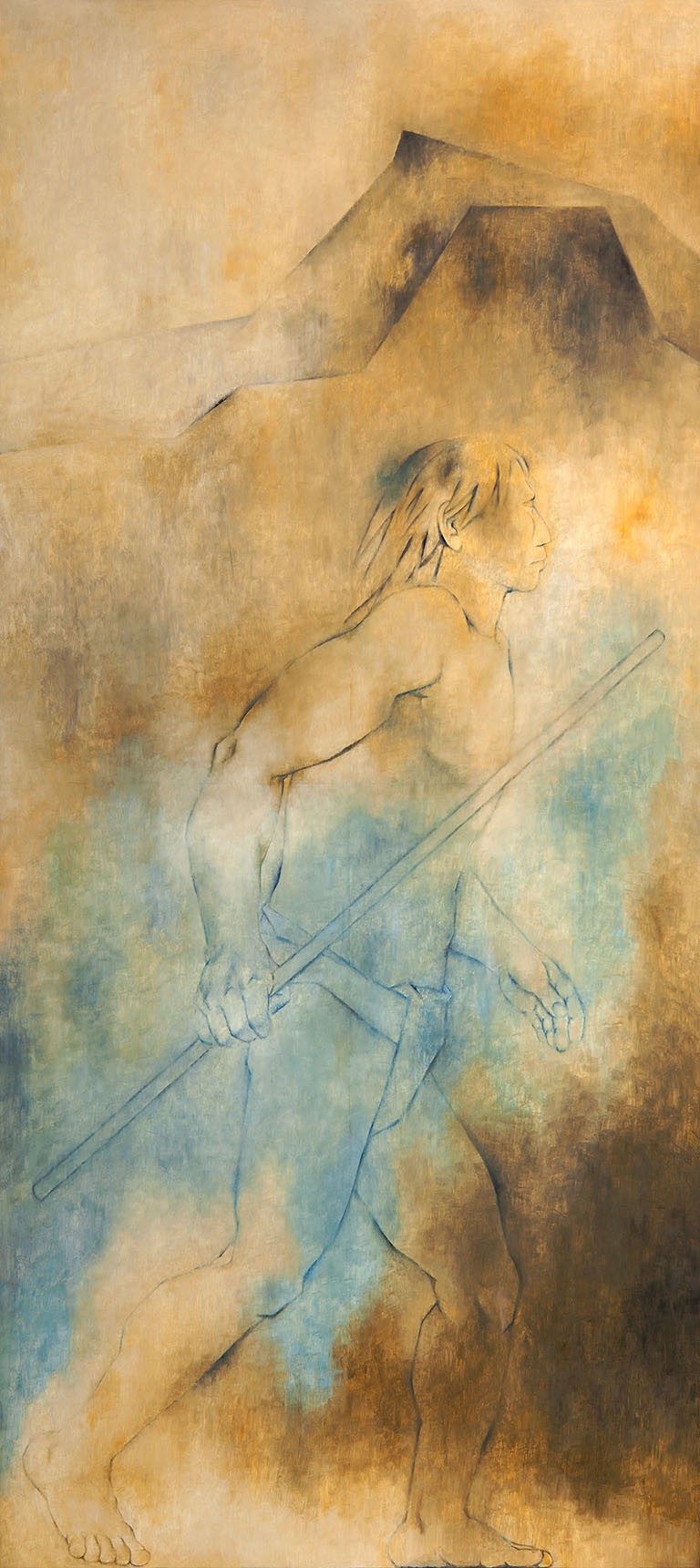
Conin en la Cañada (Querétaro)
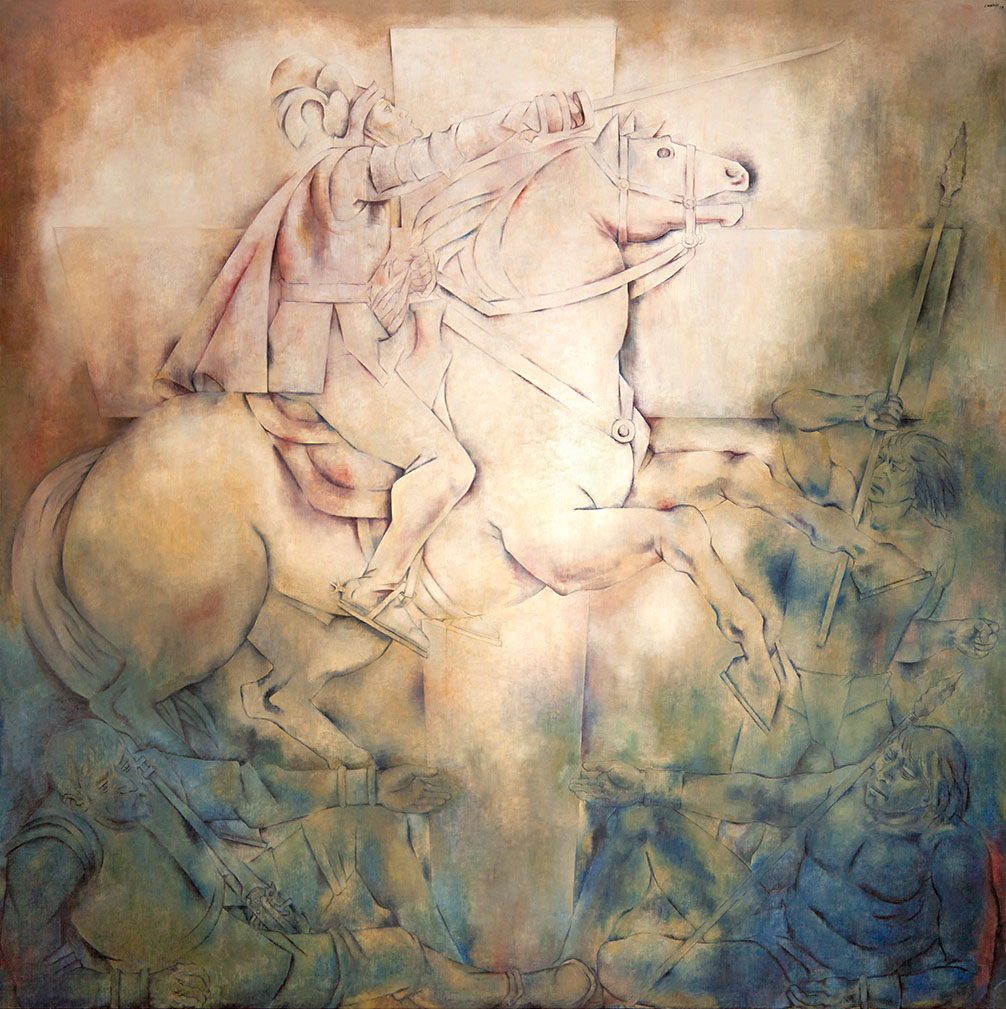
Batalla de Sangremal (Querétaro)

Evolución Social Del Hombre